# ブラバム・BT24

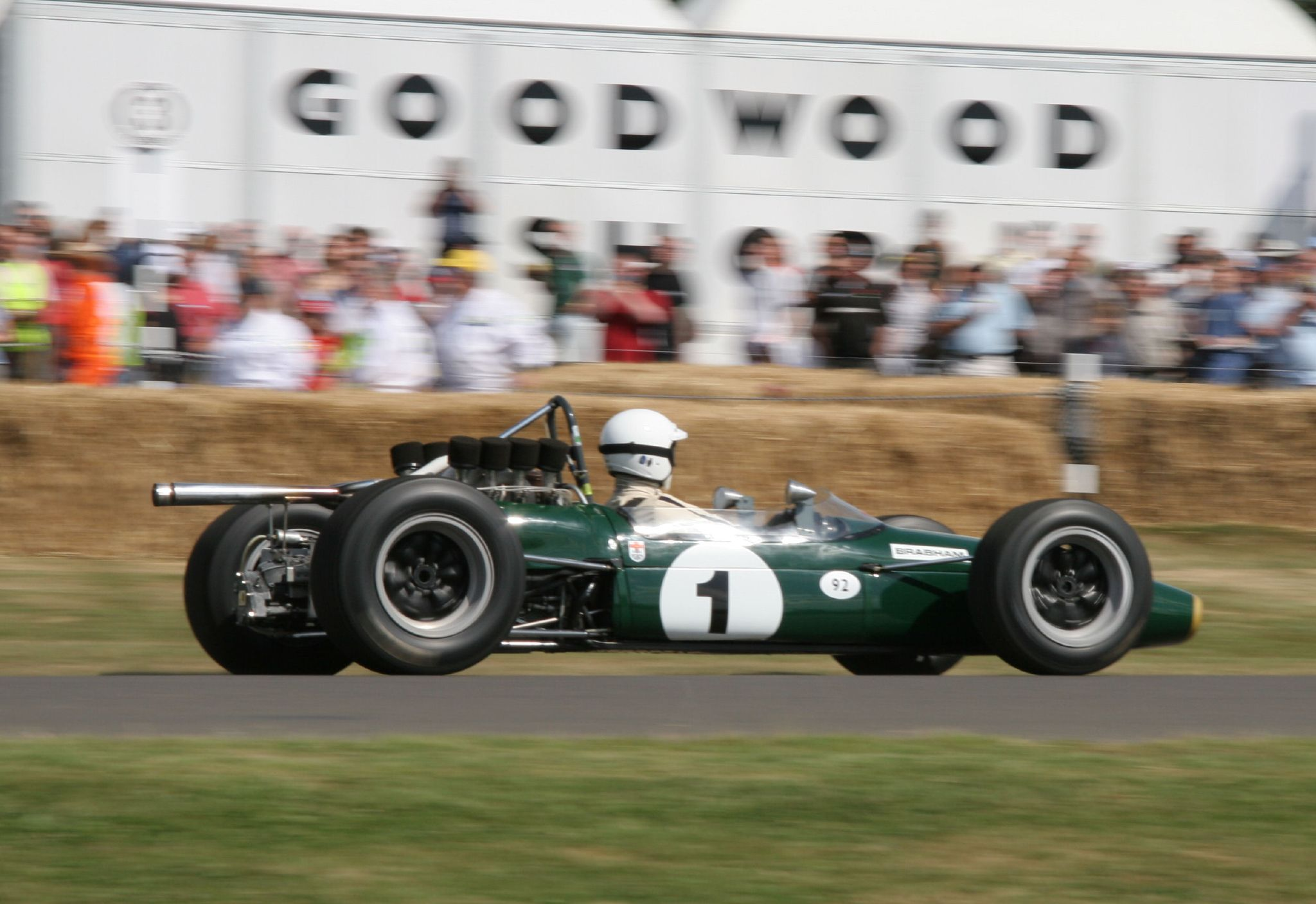
2006年のグッドウッド・フェスティバル・オブ・スピードで走行するブラバム・BT24

レプコ・ブラバム・BT24 (Repco Brabham BT24) は、ブラバムが開発したフォーミュラ1カー。1967年シーズンにブラバム・レーシングチームが使用した3台の車のうちの1つ。BT24のシャシーは3台のみが実戦に投入された。
ロン・トーラナックが設計したBT24はスペースフレームのシャシーにパワー不足のレプコV8エンジンを搭載し、いくらか時代遅れであった。ほぼ同時期にデビューしたロータス・49と比べると、ブラバムは時代遅れに見えたが、その高い信頼性はウサギとカメになぞらえると、ウサギのロータスに対するカメとなった。
ディフェンディングチャンピオンのジャック・ブラバムと、デニス・ハルムのドライブするBT24はシーズン3勝を挙げ（シーズンのもう1勝はBT20による）、ロータスのジム・クラークが挙げた4勝にはかなわなかった物の、2位6回、3位2回、4位と5位が1回とチームは容易にコンストラクターズタイトルを獲得した。ドライバーズタイトルはハルムがチームオーナーのブラバムに5ポイント差を付けて獲得した。
加えてBT24はジャック・ブラバムの手でノンタイトル戦3勝をあげ、その中には1967年オウルトン・パークインターナショナルゴールドカップも含まれた。

## その後
翌1968年シーズンは2台のオリジナルシャシーが開幕戦の南アフリカに投入され、ブラバムとヨッヘン・リントがドライブした。しかし第2戦用の新型BT26が準備できたため、2台のBT24は南アフリカの地元チームに売却された。サム・ティングルとベイシル・ヴァン・ルーエンがその年の南アフリカF1選手権で3位と4位を記録した。ティングルは翌年の南アフリカグランプリにもBT24で出場し、8位となっている。その後彼のマシンは1970年1月までローカルイベントで使用され、一方ヴァン・ルーエンのマシンはゴードン・ヘンダーソンとアイバー・ロバーツが様々なレースで使用した。
3台目のBT24シャシーは1967年末に製作されたが、ブラバムチームで使用されたのは1968年の3レースのみだった。2戦はヨッヘン・リント、もう1戦はダン・ガーニーがドライブした。ドイツグランプリではクルト・アーレンスに貸与された。その後フランク・ウィリアムズが同車を購入、BT26と同様のウィングを装着、2.5リッターのコスワースDVWを搭載し1969年のタスマンシリーズに参戦した。ピアス・カレッジが全7戦で使用し、ニュージーランドのテレトンガ・パークで勝利した。そのほかには2位、3位、4位が1回、リタイアが3回となり、ランキング3位でシーズンを終えた。
ウィリアムズは1968年仕様の3.0リッターDFVに換装し、燃費の悪化に対応した追加の燃料タンクを装着したが、同車はプライベーターのシルビオ・モーザーが購入した。モーザーは1969年シーズンの7戦に参加し、最高位はワトキンズ・グレンでの6位であった。モーザーはまた、インターナショナルゴールドカップと、ヨーロッパヒルクライム選手権の2戦にも同車で参加した。

## F1における全成績
(key) （斜体はファステストラップ）
| 年      | チーム                                   | エンジン                       | タイヤ | ドライバー         | 1   | 2   | 3   | 4   | 5   | 6   | 7   | 8   | 9   | 10  | 11  | 12  | ポイント† | 順位† |
| ------- | ---------------------------------------- | ------------------------------ | ------ | ------------------ | --- | --- | --- | --- | --- | --- | --- | --- | --- | --- | --- | --- | --------- | ----- |
| 1967年  | ブラバム・レーシング・オーガニゼーション | レプコ・740 3.0 V8             | G      |                    | RSA | MON | NED | BEL | FRA | GBR | GER | CAN | ITA | USA | MEX |     | 63 (67)*  | 1位   |
| 1967年  | ブラバム・レーシング・オーガニゼーション | レプコ・740 3.0 V8             | G      | ジャック・ブラバム |     |     |     | Ret | 1   | 4   | 2   | 1   | 2   | 5   | 2   |     | 63 (67)*  | 1位   |
| 1967年  | ブラバム・レーシング・オーガニゼーション | レプコ・740 3.0 V8             | G      | デニス・ハルム     |     |     |     |     | 2   | 2   | 1   | 2   | Ret | 3   | 3   |     | 63 (67)*  | 1位   |
| 1968年  | ブラバム・レーシング・オーガニゼーション | レプコ・740 3.0 V8             | G      |                    | RSA | ESP | MON | BEL | NED | FRA | GBR | GER | ITA | CAN | USA | MEX | 10**      | 8位   |
| 1968年  | ブラバム・レーシング・オーガニゼーション | レプコ・740 3.0 V8             | G      | ジャック・ブラバム | Ret |     |     |     |     |     |     |     |     |     |     |     | 10**      | 8位   |
| 1968年  | ブラバム・レーシング・オーガニゼーション | レプコ・740 3.0 V8             | G      | ヨッヘン・リント   | 3   | Ret | Ret |     |     |     |     |     |     |     |     |     | 10**      | 8位   |
| 1968年  | ブラバム・レーシング・オーガニゼーション | レプコ・740 3.0 V8             | G      | ダン・ガーニー     |     |     |     |     | Ret |     |     |     |     |     |     |     | 10**      | 8位   |
| 1968年  | カルテックス・レーシングチーム           | レプコ・740 3.0 V8             | D      | クルト・アーレンス |     |     |     |     |     |     |     | 12  |     |     |     |     | 10**      | 8位   |
| 1969年  | チーム・ガンストン                       | レプコ・620 3.0 V8             | F      |                    | RSA | ESP | MON | NED | FRA | GBR | GER | ITA | CAN | USA | MEX |     | 0         | NC    |
| 1969年  | チーム・ガンストン                       | レプコ・620 3.0 V8             | F      | サム・ティングル   | 8   |     |     |     |     |     |     |     |     |     |     |     | 0         | NC    |
| 1969年  | シルビオ・モーザー・レーシングチーム     | フォード・コスワースDFV 3.0 V8 | G      | シルビオ・モーザー |     |     | Ret | Ret | 7   |     |     | Ret | Ret | 6   | 11  |     | 49 (51)^  | 2位   |
| Source: |                                          |                                |        |                    |     |     |     |     |     |     |     |     |     |     |     |     |           |       |

† 各戦とも完走者上位6名に 9-6-4-3-2-1 ポイントが与えられたが、各チームの上位の車のみに与えられた。1967年と69年は前半6戦の内ベスト5戦と後半5戦の内ベスト4戦、1968年は前半6戦の内ベスト5戦と後半6戦の内ベスト5戦が有効ポイントとして計算された。

* 1967年は18ポイントがBT19とBT20によって獲得された。

** 1968年は4ポイントのみがBT24によって獲得された。

^ 1969年のブラバム・フォードの獲得ポイントはすべてブラバム・BT26によるものであった。

## 参照
1. ↑  ブラバム・BT24 @ StatsF1
2. ↑  ブラバム・BT24 @ Ultimatecarpage
3. ↑  Small, Steve (1994). The Guinness Complete Grand Prix Who's Who. Guinness. pp. 14, 77, 171, 192, 260, 319 and 382. ISBN 0851127029